# 森佑之
森 佑之（もり ゆうじ、1981年10月6日 - ）は、日本の元男子バレーボール選手。京都府京都市出身。ポジションはリベロ。

## 来歴
実兄の影響で、陵ヶ岡小学4年よりバレーボールを始める。
1999年、全日本ユース代表としてアジアユース大会準優勝に貢献、ベストリベロ賞を獲得した。
2004年に豊田合成トレフェルサに入団、2012年に現役引退。

## 球歴・受賞歴
- 受賞歴
  - 1999年 アジアユース大会 ベストリベロ賞

## 所属チーム
- 洛陽工高
- 近畿大学
- 豊田合成トレフェルサ（2004-2012年）